# Fenit

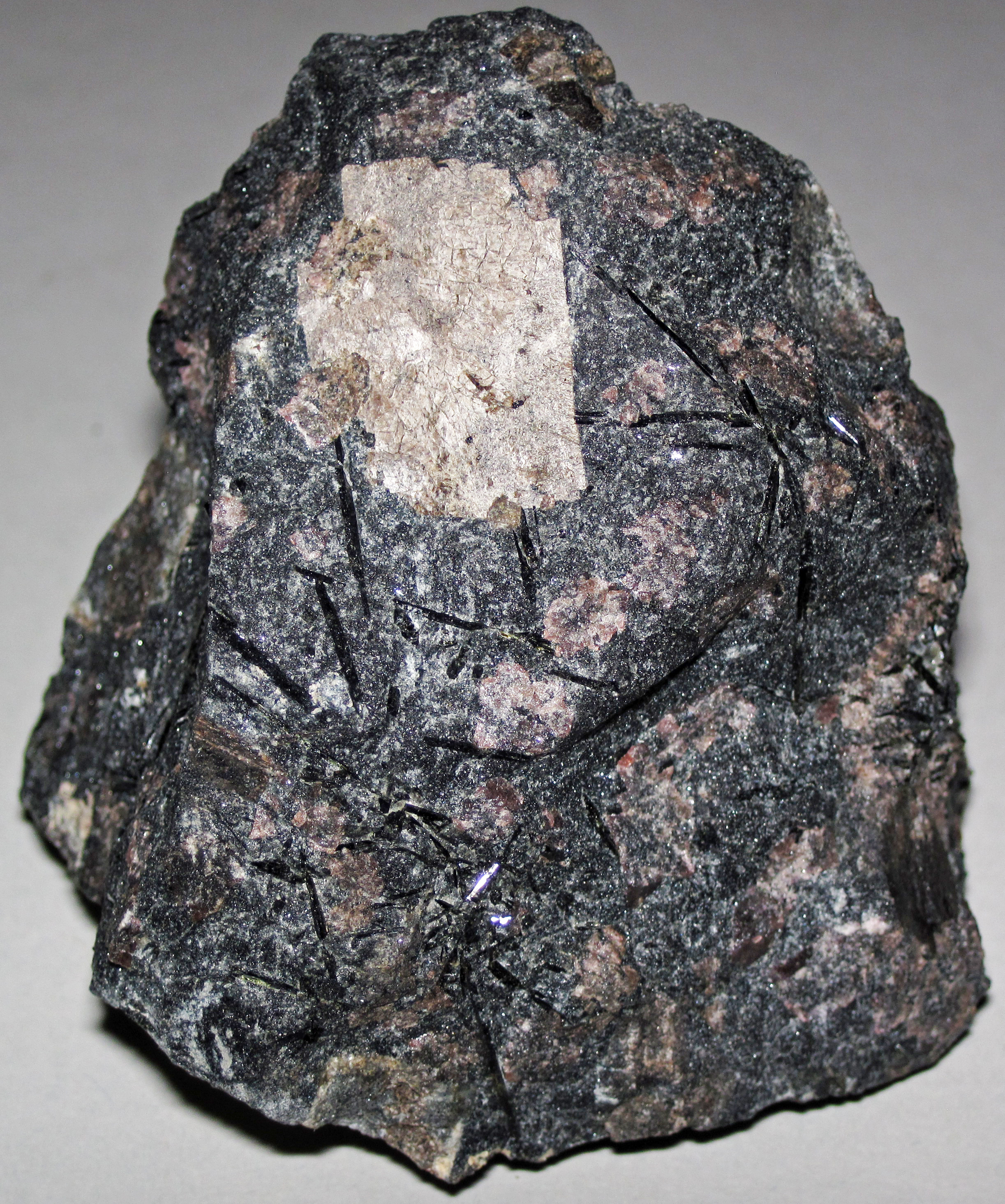
Fenit från Kolahalvön i Ryssland

Feniter är en grupp av magmatiska bergarter, som fick sitt namn efter den nederoderade Fenvulkanen i Norge av den norske geologen Waldemar Christopher Brøgger på 1920-talet.
Feniter upptäcktes i Fenfältet vid Ulefoss i Nome kommun i Telemark